# 沙基艾區
沙基艾區是立陶宛馬里揚泊列縣内的市镇，行政中心为沙基艾市。市镇面積为1,453平方公里，2020年人口数量为26,698人。